# Droga wojewódzka nr 845
Droga wojewódzka nr 845 (DW845) – droga wojewódzka w województwie lubelskim o długości 3,708 km łącząca drogę wojewódzką nr 801 w Gołębiu z byłą lokalizacją przystanku kolejowego Gołąb.